# Michal Rosa
Michal Rosa (* 8. června 1975 v Trutnově) je český architekt a místní politik, od prosince 2021 starosta Trutnova.

## Osobní život a profesní kariéra
Michal Rosa se narodil v Trutnově. Nejprve absolvoval místní gymnázium a následně nastoupil na Fakultu architektury Vysokého učení technického v Brně. Pracoval jako architekt v ateliéru Atip. V říjnu 2005 odešel a založil vlastní ateliér Rosa - architekt. Ve spolupráci s manželkou Martinou navrhl několik desítek privátních projektů, zejména rodinných domů. V portfoliu má i řadu návrhů veřejných staveb, například rozhlednu na Hnědém vrchu, kino Jitřenka v Semilech, pavilon v pražské botanické zahradě, Středisko volného času Na Nivách nebo rekonstrukce trutnovského kina Vesmír. Je ženatý a má syna Jonáše.

## Politická kariéra

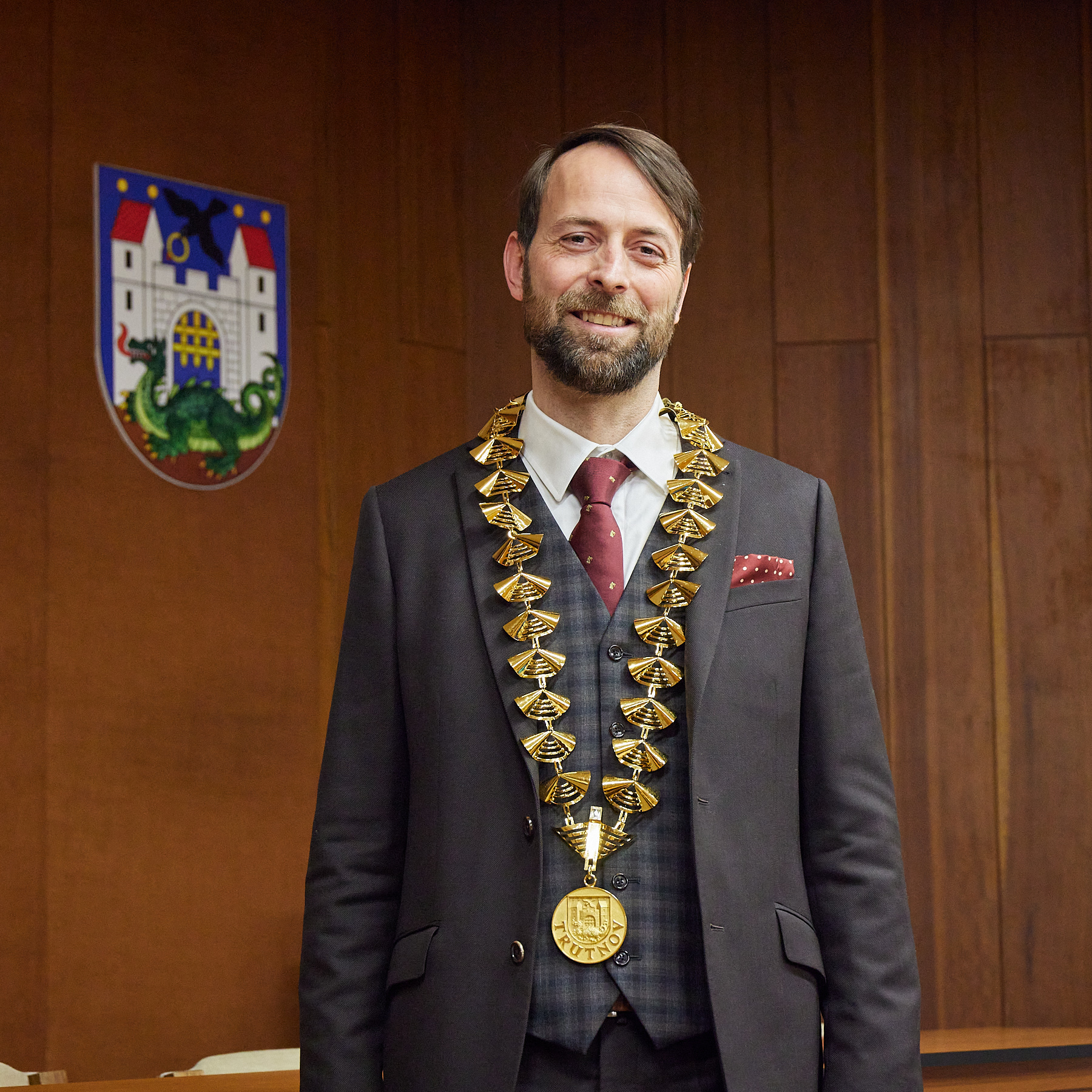
Michal Rosa, starosta Trutnova (2021)

Michal Rosa je od roku 2002 členem ODS.
V komunálních volbách v roce 2006 v Trutnově se z 12. místa kandidátky ODS ucházel o přízeň voličů a byl zvolen zastupitelem. O čtyři roky později ve volbách 2010 obsadil 4. místo kandidátky, ovšem vlivem preferenčních hlasů skončil druhý hned za lídrem kandidátky a starostou Ivanem Adamcem. Mandát tedy obhájil a byl zvolen také radním města. Zastupitelský mandát udržel také po obecních volbách v roce 2014 (obsadil 9. místo kandidáty ODS, vlivem preferenčních hlasů skončil pátý) a po volbách v roce 2018 (kandidoval z 2. místa kandidátky ODS, z hlediska preferenčních hlasů však skončil až čtvrtý, když byl přeskočen Pavlem Káňou a Liborem Kasíkem). V roce 2018 se také vrátil do rady města, ve které po volbách 2014 nebyl. Je předsedou Komise pro stavbu a rozvoj Trutnova, členem Kulturní komise a vedoucí Pracovní skupiny Trutnov bez překážek.
Když 13. prosince 2021 rezignoval na funkci dlouholetý starosta Ivan Adamec, který se v té době jako zvolený poslanec stal předsedou Hospodářského výboru Poslanecké sněmovny, navrhl zastupitel Libor Kasík (ODS) do funkce starosty právě Michala Rosu. Ten v tajné volbě získal 21 z 31 hlasů přítomných zastupitelů a byl zvolen starostou Trutnova. V obecních volbách v roce 2022 byl lídrem kandidátky ODS v Trutnově. Strana volby ve městě se ziskem přes 28 % hlasů vyhrála a na ustavující schůzi nového zastupitelstva Michal Rosa post starosty obhájil. Pro jeho zvolení hlasovalo v tajné volbě 26 z 32 přítomných zastupitelů.